# Simply Red
Simply Red är ett brittiskt popband, grundat 1984. Sångare och frontman är Mick Hucknall (född 1960). Simply Red slog igenom 1986 med låten "Holding Back the Years".
Albumet Stars (1991) låg på förstaplatsen på Englandslistan i 19 veckor och blev det årets mest sålda album.

## Medlemmar
Nuvarande medlemmar
- Mick Hucknall – sång (1985–2010, 2015–)
- Ian Kirkham – träblåsinstrument, keyboard (1986–2010, 2015–)
- Steve Lewinson – basgitarr (1995–1998, 2003–2010, 2015–)
- Kenji Suzuki – gitarr (1998–2010, 2015–)
- Kevin Robinson – bleckblåsinstrument, bakgrundssång (1999–2010, 2015–)
- Dave Clayton – keyboard (2003–2010, 2015–)

Tidigare medlemmar
- Fritz McIntyre – keyboard, sång (1985–1996)
- Tim Kellett – bleckblåsinstrument, keyboard, bakgrundssång, basgitarr (1985–1994)
- Tony Bowers – basgitarr (1985–1991)
- Chris Joyce – trummor (1985–1991)
- David Fryman – gitarr (1985)
- Sylvan Richardson – gitarr (1985–1987)
- Aziz Ibrahim – gitarr (1987–1988)
- Heitor Pereira – gitarr (1988–1996)
- Gota Yashiki – trummor (1991–1995, 1998–2003)
- Shaun Ward – basgitarr, bakgrundssång (1991–1994)
- Dee Johnson – bakgrundssång (1992–2008)
- Velroy Bailey – trummor (1995–1998)
- Sarah Brown – bakgrundssång (1996–2008)
- Tim Vine – keyboards, basgitarr (1996–1999)
- John Johnson – bleckblåsinstrument (1998–2008)
- Mark Jaimes – gitarr (1998–2003)
- Wayne Stobbart – basgitarr (1998–2003)
- Chris De Margary – träblåsinstrument (1998–2008)
- Andy Wright – keyboard, basgitarr (1998–2002)
- Pete Lewinson – trummor (2003–2010)

## Diskografi
Studioalbum
- Picture Book (1985)
- Men and Women (1987)
- A New Flame (1989)
- Stars (1991)
- Life (1995)
- Blue (1998)
- Love in the Russian Winter (1999)
- Home (2003)
- Simplified (2005)
- Stay (2003)
- Big Love (2015)

Livealbum
- Live in Cuba, Vols. 1-2 (2006)
- At The Royal Albert Hall (2011)
- Simply Red Farewell – Live in Concert at Sydney Opera House (2011)

Samlingsalbum
- Greatest Hits (1996)
- It's Only Love (2001)
- The Essentials (2002)
- The Very Best of Simply Red (2003)
- If You Don't Know Me by Now and Other Hits (2006)
- Simply Red 25: The Greatest Hits (2008)
- Collection: The Greatest Hits (2010)
- Songs of Love (2010)
- Song Book 1985-2010 (2013)

Singlar i urval
- "Money's Too Tight to Mention" (1985) (#13 på UK Singles Chart)
- "Holding Back the Years" (1986) (UK #2)
- "If You Don't Know Me By Now" (1989) (UK #2)
- "Something Got Me Started" (1991) (UK #11)
- "Stars" (1991) (UK #8)
- "For Your Babies" (1992) (UK #9)
- "Fairground" (1995) (UK #1)
- "Angel" (1996) (UK #4)
- "Say You Love Me" (1998) (UK #7)
- "The Air That I Breathe" (1998) (UK #6)